# 6519 Giono
6519 Giono este o planetă minoră (asteroid), cu un diametru de 4,6 km, din centura de asteroizi. A fost descoperită pe 12 februarie 1991 la Observatorul din Haute-Provence de Eric Walter Elst și a fost numită după Jean Giono. 
Obiectul prezintă o orbită caracterizată de o semiaxă mare de 2,1962748 UAi, o excentricitate de 0,16, o înclinație de 5,71635 ° în raport cu ecliptica.